# Repče, Ljubljana
Repče so naselje v Mestni občini Ljubljana.